# Christoph Andreae (Unternehmer, 1896)
Christoph Valentin Andreae (* 10. März 1896 in Johannesburg; † 6. Juli 1975 in Köln) war ein deutscher Unternehmer, Handelsrichter, Volkswirt und Mediziner. Er war Inhaber der Firma August Hoenig, Köln-Nippes, Vorstand der Sparkasse der Stadt Köln und Wehrwirtschaftsführer.

## Leben und Wirken
Er war der Sohn von Christoph Valentin Andreae und promovierte 1921/22 in Köln zum Dr. med. Das Thema seiner Dissertation lautete Eine spastische Lähmung, als Folgezustand einer Encephalitis epidemica.
Neben der Tätigkeit in seiner Firma August Hoenig, Köln-Nippes und als Vorstand der Sparkasse der Stadt Köln war Andreae auch Leiter der Fachuntergruppe Feuerwehrgeräte der Wirtschaftsgruppe Maschinenbau, Köln, Leiter der Industrieabteilung der Wirtschaftskammer Rheinland und Leiter der Arbeitskammer Rheinland und im Beirat der Industrie- und Handelskammer Köln.
Er war bis 1945 Wehrwirtschaftsführer, ab 1959 im Beirat des Instituts für Mittelstandsforschung in Bonn.
Andreae starb 1975 im Alter von 79 Jahren in seiner Wohnung in Köln-Marienburg. Er war seit 1922 mit Margaretha geb. Zimmermann (1900–1981) verheiratet. Die Eheleute sind in der Familiengrabstätte auf dem Kölner Melaten-Friedhof begraben.

## Ehrungen
Aus Anlass seines 70. Geburtstages erhielt er 1966 das Große Bundesverdienstkreuz.